# Prise de San Cristóbal de las Casas
Soulèvement zapatiste
La prise de San Cristóbal de las Casas de 1994 (espagnol : Toma de San Cristóbal de las Casas de 1994) est le nom sous lequel est connue l'occupation de l'hôtel de ville (littéralement el palacio municipal "le palais municipal") de San Cristóbal de las Casas, dans le Chiapas au Mexique, par un groupe d'indigènes armés de l'Armée zapatiste de libération nationale (Ejército Zapatista de Liberación Nacional, EZLN) le 1er janvier 1994.

## Occupation et abandon
À 00h30, durant la nuit du Nouvel An 1994 une foule d'indigènes encapuchonnés et armés ont attaqué, sans déclaration préalable, les bureaux du Centre de coordination du Parquet de Justice de l’État, où ils ont blessé le policier judiciaire Samuel Moreno Feliciano en lui tirant cinq fois dans les jambes. Après avoir pris possession de l'immeuble, les insurgés ont brisé les fenêtres, puis ils ont entassé dans la salle d'attente les meubles, les archives et d'autres objets, avant de les incendier, les réduisant tous en cendres.
Un autre groupe s'est dirigé vers l'Hôtel de Ville, dont ils ont soumis les gardiens. Ils ont ensuite cassé les portes de tous les bureaux et ont utilisé tous les meubles pour construire des barricades, qu'ils ont placées dans les principaux coins du centre-ville. Ils ont aussi pillé le matériel  de plusieurs bureaux au rez-de-chaussée, ainsi que des documents des archives municipales et du registre de l'état-civil, qu'ils ont ensuite dispersés en face de l'Hôtel de Ville. Le groupe armé s'est présenté sous le nom d'Armée Zapatiste de Libération Nationale. Dans les murs de l'Hôtel de Ville occupé par les rebelles, on pouvait lire: "Il n'y a pas guérilla a dit Godínez", "Godínez Bravo et Gastón Menchaca, rendez-vous", "Il n'y a pas de guérilla, signé Godínez Bravo" ("No hay guerrilla dice Godínez", "Godínez Bravo y Gastón Menchaca, ríndanse", "No hay guerrilla, firmado Godínez Bravo"). 
La circulation à l'intérieur et à l'extérieur de la ville, ainsi que les entrées et sorties de touristes mexicains et étrangers n'a pas été affectée, étant donné que la rapide réponse militaire coordonnée depuis l’État de Oaxaca, a placé des barrages routiers à toutes les sorties de la ville.
Le 2 janvier 1994, à 3h du matin, les rebelles de l'EZLN abandonnent la ville en laissant des écriteaux sur les murs de l'Hôtel de Ville, avec comme légendes: "Attention Mexicains: nous sommes allés à Rancho Nuevo, ensuite [nous irons] à Tuxtla, il n'y aura pas de repos. Merci à tous, merci aux coletos. Nous ne voulons pas de l'ALENA, nous voulons la liberté. Vive l'EZLN" ("Atención mexicanos: nos fuimos a Rancho Nuevo, después a Tuxtla, ya no habrá descanso. Gracias a todos, gracias coletos. No queremos TLC, queremos libertad. Viva el EZLN"). Ils ont aussi pillé au passage des boutiques et des pharmacies du centre-ville, en créant un chaos, car à chaque fois qu'une boutique ouvrait, la population de la ville entrait pour se joindre aux zapatistes et piller. L'exemple le plus marquant a été celui de la boutique de l'ISSTE, où des familles ont fait le déplacement en camionnettes pour venir voler des réfrigérateurs et de la nourriture pour chiens.
Quelques heures après, deux pelotons de l'Armée mexicaine sont entrés dans la ville et ont encerclé la place principale, de même que tous ses accès.
Avec cette action commence la révolte zapatiste, aussi connue sous le nom de Soulèvement zapatiste ou de Révolte au Chiapas, au cours de laquelle les insurgés déclarent la guerre à l'Armée Mexicaine, action qui sera suivie par des affrontements tout au long de deux semaines suivantes, en obligeant à l'Armée Zapatiste à se réfugier dans la jungle de Lacandona.